# Parkuj i jedź w Polsce

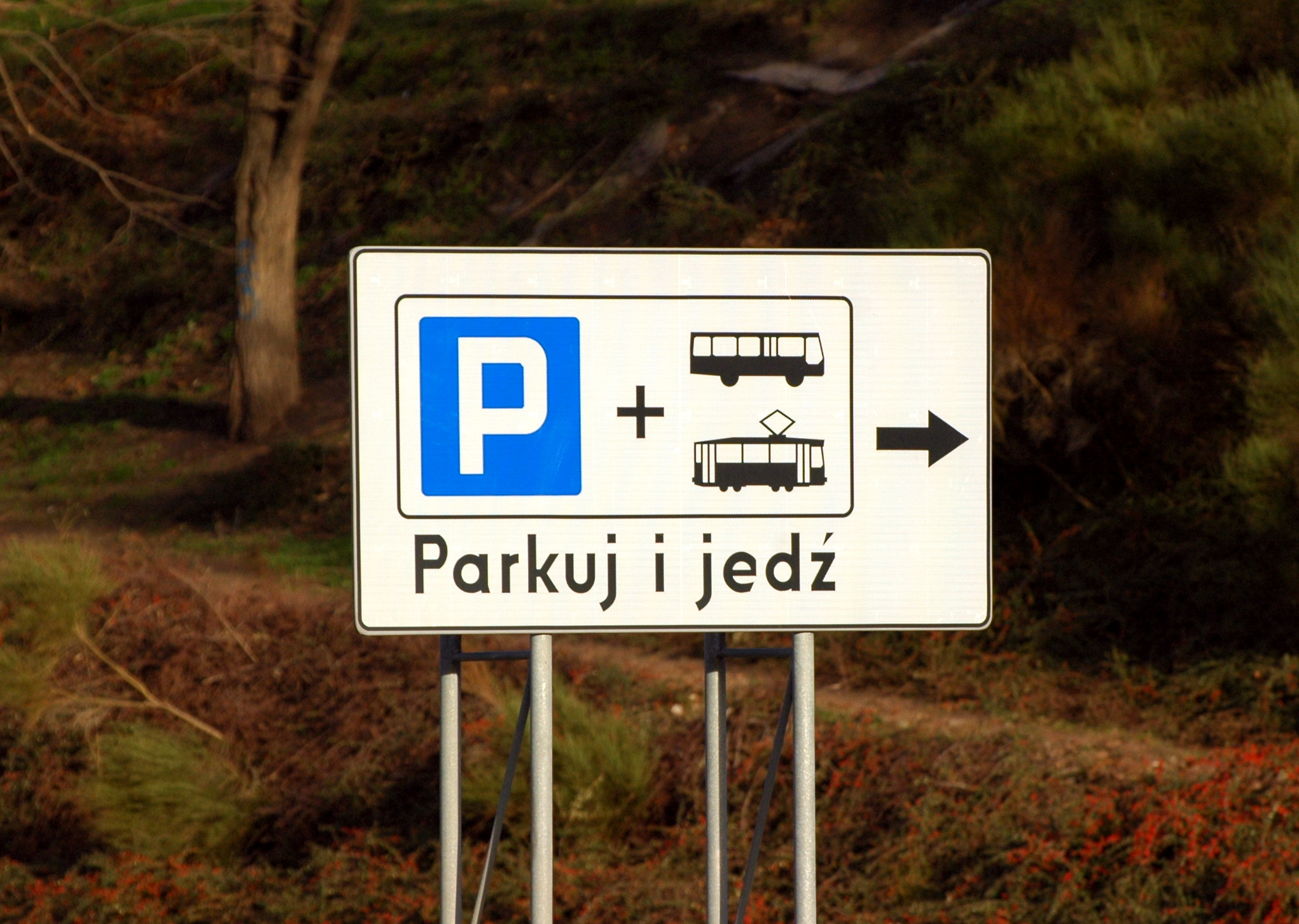
Znak „parkuj i jedź” we Wrocławiu

W Polsce parkingi parkuj i jedź znajdują się m.in. w Poznaniu, Warszawie, Wrocławiu oraz w Krakowie.

## Systemy parkuj i jedź w Polsce

### Park&Ride w aglomeracji krakowskiej
W latach dziewięćdziesiątych XX wieku, próbowano wdrożyć podobny system w Krakowie – ostatni z parkingów zlikwidowano w 2003 r. Jako główną przyczynę niepowodzenia systemu wskazywane było zlokalizowanie parkingów zbyt blisko centrum miasta, w związku z czym parkingi wykorzystywane były raczej jako docelowe niż przesiadkowe. 
Od 2012 powstaje system Park&Ride, z parkingami położonymi w pobliżu pętli tramwajowych i przystanków kolei aglomeracyjnej. W listopadzie 2012 r. uruchomiono parking P&R przy pętli tramwajowej Czerwone Maki mieszczący ok. 200 pojazdów. We wrześniu 2013 uruchomiono drugi parking w tym systemie, położony na zachód od pętli tramwajowej Bronowice Małe. Obecnie miasto planuje budowę trzech nowych parkingów położonych przy pętlach tramwajowych w Małym Płaszowie, Bieżanowie Nowym i na Kurdwanowie.
Oprócz parkingów parkuj i jedź przy pętlach tramwajowych funkcjonują dwa parkingi P&R przy stacjach kolejowych w Wieliczce na 236 samochodów oraz dwa niewielkie parkingi (na kilkanaście pojazdów) przy peronach przystanków Kraków Zakliki i Kraków Olszanica. W 2016 r. planuje się także budowę parkingu P&R przy przystanku Kraków Sanktuarium.

### Park&Ride w Poznaniu
Miasto Poznań prowadzi system Park&Ride w modelu partnerstwa publiczno-prywatnego.

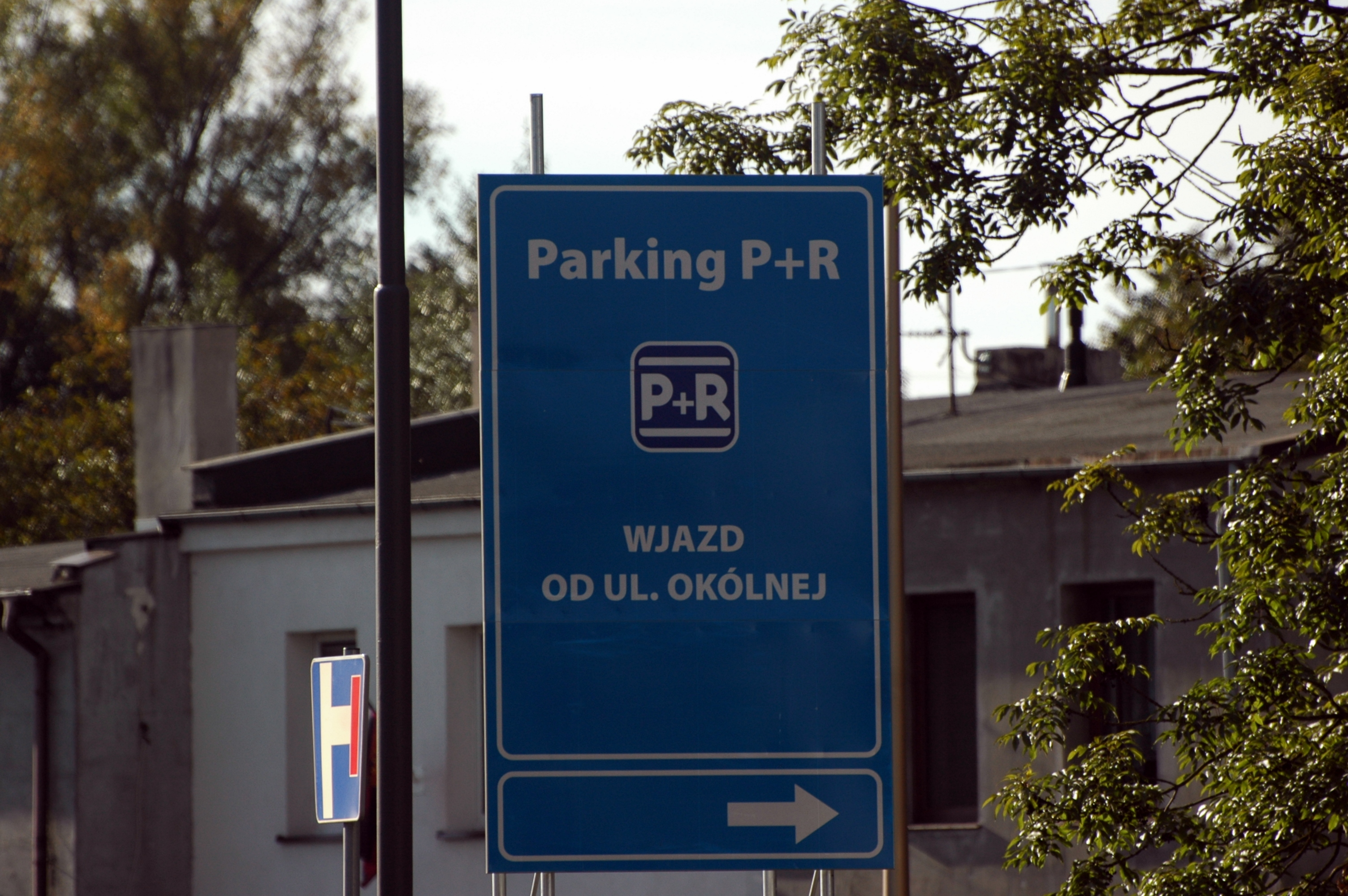
Znak P+R w Świnoujściu

### Park&Ride w Tychach
15 stycznia 2015 przy dworcu PKP w Tychach otwarto pierwszy na Śląsku parking typu Park&Ride. 29 czerwca tegoż roku oddano do użytku drugi, tym razem podziemny, parking tego typu, zlokalizowany w pobliżu stacji Tychy Lodowisko.

### Wrocław
Więcej informacji o parkingach typu P+R znajduje się na stronie Wrocławia.

### Szczecin
Więcej informacji o parkingach typu P+R znajduje się na stronie Szczecinie.